# Axinaea glandulosa
Axinaea glandulosa là một loài thực vật có hoa trong họ Mua. Loài này được Ruiz & Pav. ex D. Don mô tả khoa học đầu tiên năm 1823.